# Nuri Pasja

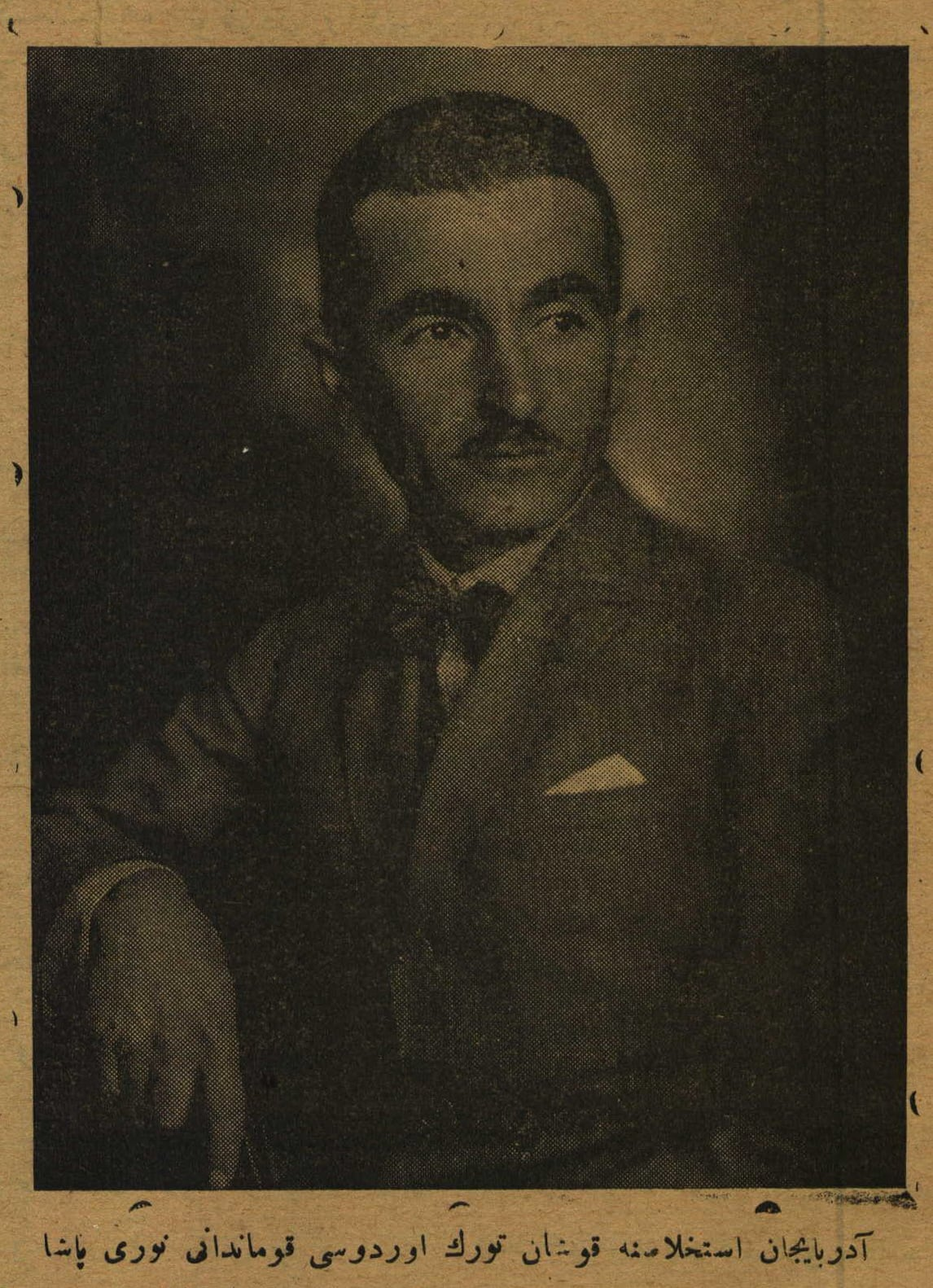
Nuri Pasja

Mustafa Nuri Pasja (1889-1949) was een Turks generaal. Hij was de jongere broer van de Turkse minister van Oorlog Enver Pasja (1881-1922).
Aan het begin van de Eerste Wereldoorlog verbleef hij in Tripolitanië en Cyrenaica (het huidige Libië). Gesteund door de islamitische Senoesi's en generaal Ahmed al-Sjarif viel hij de Engelsen in Egypte (toen een Brits protectoraat) aan. Vanaf 1917 vocht hij als legeraanvoerder aan het Kaukasische front tegen de Russen. In de zomer van 1918 wisten de Turken het front te doorbreken. De eenheden, die onder commando stonden van Nuri Pasja en Halil Pasja, rukten op in de Kaukasus en schonden daarmee het Verdrag van Brest-Litovsk. Nuri Pasja was samen met andere Turkse commandanten, zoals zijn oom Halil Pasja, Deli Halit Pasja en Topal Osman, een organisator van bloedbaden, die plaatsvonden in 1915-1917 en in 1919-1921. De Turken wisten verder in het islamitische Azerbeidzjan een pro-Turkse marionettenregering te installeren. Tot aan de Turkse terugtocht in september 1918 trad Nuri Pasja op als de feitelijke leider van Azerbeidzjan. Ondanks dat de Turkse bondgenoot Duitsland sterke pressie uitoefende op de Turkse troepen om Azerbeidzjan te evacueren, negeerden de Turken dit. Nuri Pasja steunde de anti-bolsjewistische regering van Azerbeidzjan en wist de bolsjewieken succesvol te onderdrukken. Dit verhinderde echter niet dat na de Eerste Wereldoorlog Azerbeidzjan een communistische regering kreeg.